# Estación de Aragó
Aragón es una estación de las líneas 5 y 7 de Metrovalencia. Se encuentra bajo la avenida de Aragón con la calle Amadeo de Saboya. Es la parada más cercana al Estadio de Mestalla.

## Historia
Fue inaugurada el 30 de abril de 2003 como parte del primer tramo de la línea 5.
Del 27 de junio al 31 de agosto de 2025, por obras de mejora en la infraestructura, el tramo de metro entre las estaciones de Aragó y Marítim permanecerá cerrado.

## Accesos
Dispone de cuatro accesos en la avenida de Aragón (números 15 y 26) y otros dos en la calle Amadeo de Saboya (números 23 y 25).